# Brak po modi (Hogarth)
Brak po modi (izvorni francuski naziv: Marriage à-la-mode) je serija od šest narativnih slika koju je William Hogarth naslikao od 1743. do 1745. god., a koje su danas u Nacionalnoj galeriji u Londonu. Serija je nastala s namjerom da prikaže moralnu iskrivljenost visokog društva 18. stoljeća, posebice katastrofalne učinke ugovorenih brakova radi novca, uz usputni satirički prikaz pokroviteljstva i estetike rokokoa. Ova serija slika je jedna od nekoliko moralizirajućih serija slika koje je izveo Hogarth kao predloške za komercijalne bakropise, a mnogi smatraju kako je upravo „Brak po modi” ponajbolja njegova serija.

## Opis
U seriji Brak po modi Hogarth je u pitanje doveo idealizirano mišljenje kako bogati žive moralnim životima uz snažnu satiru ugovorenih brakova. na svakoj slici je prikazao mladi par, njihovu obitelj i poznanike u najgorem izdanju: preljubu, pijanstvu, kockanju i brojnim drugim porocima. Kronološki slike prikazuju:
| Slika | Detalji                                                                         | Opis |
| ----- | ------------------------------------------------------------------------------- | --- |
|       | Bračni ugovor, 1743., ulje na platnu, 68,5 × 89 cm, Nacionalna galerija, London | 1. Bračni ugovor prikazuje ugovoreni brak između sina bankrotiranog Earla Squanderfielda (hr. „Proćerdalo”) i kćerke bogatog ali neuglednog gradskog trgovca. Izgradnja Earlove nove vile, koja se može vidjeti kroz prozor, je obustavljena i prosci uvjetuju novac za nastavak njezine izgradnje nasred stola. Earl ponosno pokazuje na sliku njegova obitaljskog stabla, dok se njegov sin ogleda u zrcalu, pokazujući svima što mu je u ovom događaju najvažnije. Izbezumljenu trgovčevu kćer tješi obiteljski odvjetnik Silvertongue („Srebrnousti”), dok polira njezin vjenčani prsten. Čak se i na licima na zidu može pročitati bojazan. Dva psa koja su vezana jedan za drugoga u kutu zrcale sudbinu dvoje mladih. |
|       | Tête à Tête, 1743., ulje na platnu, 70 × 91 cm, Nacionalna galerija, London     | 2. Tête à Tête (fr. „Glavom o glavu”) već pokazuje znakove urušavanja braka. Vikont i njegova žena djeluju neizanteresirano jedno za drugo, te su očigledno proveli burnu večer odvojeno. Maleni pas iz muževa kaputa izvlači šešir neke dame, nagovješćujući njegove preljubnićke avanture, dok slomljeni mač leži ispred njegovih nogu kao dokaz sudjelovanja u kakvoj tuči. Ženina zadovoljna poza također svjedoči nevjeru, o čemu je sam Hogarth posvjedočio: "Pramen kose koji pada ... ima previše primamljiv učinak da bi bio pristojan, jer je jako poznat raspuštenicama i najnižem sloju žena. Nered u kući i sluga koji drži svežanj neplaćenih računa također prikazuju kako je domaćinstvo u rasulu.           |
|       | Inspekcija, ulje na platnu, 68,5 × 89 cm, Nacionalna galerija, London           | 3. Inspekcija prikazuje vikontovu posjetu nadriliječniku u pratnji mlade prostitutke, gotovo djevojčice. Mladi vikont, nezadovoljan tabletama žive koje su trebale izliječiti njegov sifilis, zahtjeva povrat novca, dok mlada prostitutka prčka po otvorenoj rani kod usnice, ranom znaku sifilisa. |
|       | Toaleta, ulje na platnu, 68,5 × 89 cm, Nacionalna galerija, London              | 4. Toaleta prikazuje uživanje mlade dame koja je smrću muževa oca postala groficom. Po vrhuncu mode toga vremena, grofica održava toaletu (fr. Toilette), tj. prijem u spavaćoj sobi. Odvjetnik Silvertongue s prve slike se oslanja na groficu, pretpostavljajući kako između njih postoji afera. Tu pretpostavku podržava dijete ispred njih dvoje koje pokazuje na rogove skulpture Akteona, simbola prevarenih. Slike u pozadini također imaju tematiku nevjere poput biblijske priče o Lotu i njegovim kćerkama, mitu o Jupiteru i Io, te „Otmice Ganimeda”. |
|       | Banja, ulje na platnu, 68,5 × 89 cm, Nacionalna galerija, London                | 5. Banja (tal. bagno za „kupatilo”) prikazuje smrtno ranjenog grofa koji je u banji uhvatio svoju ženu u nevjeri s odvjetnikom, samo da bi ga ovaj smrtno ustrijelio. Dok supruga na koljenima moli umirućeg supruga za oprost, ubojica u svom donjem vešu bježi kroz prozor. Slika žene s vjevericom na ruci, koja visi iza grofice, prigušenom nepristojnošću pojačava dojam nevjere. Također, maske na podu daju nagovijestiti kako je preljubnički par došao s maskembala. |
|       | Smrt dame, ulje na platnu, 68,5 × 89 cm, Nacionalna galerija, London            | 6. Smrt dame je posljednja slika u seriji koja prikazuje osiromašenu udovicu-groficu kako umire nakon što je popila otrov, dok je njen ljubavnik obješen na Tyburnu zbog ubojstva njezina supruga. Starica dopušta majci da posljednji put poljubi dijete, ali biljeg na njezinom obrazu i šestar na nozi daju naslutiti kako je njezina bolest prešla na novu generaciju. Grofičin otac, čiji način života se ogleda u praznom domu, nestrpljivo skida vjenčani prsten s njezine ruke. |

## Vanjske poveznice
- Brak po modi u Nacionalnoj galeriji (engl.)
- The Literary Encyclopedia (engl.)